# 연천 학곡리 적석총
연천 학곡리 적석총(漣川 鶴谷里 積石寵)은 대한민국 경기도 연천군 백학면 학곡리에 있는 삼국시대의 적석총이다. 2006년 4월 24일 경기도의 기념물 제212호로 지정되었다.

## 개요
학곡리적석총은 학곡리 돌마돌 마을에서 북동쪽으로 약 100m정도 떨어진 임진강변의 자연제방 위에 위치하고 있다. 강쪽의 구릉 말단부에 일정한 크기의 강돌을 보강하여 적석부의 붕괴와 유수로 인한 침식을 막고 자연구릉에 기대어 돌을 쌓았다. 그후 구릉 정상부를 정면하여 무덤방을 위치시키고 다시 강돌을 쌓아 마무리하였다. 무덤은 잦은 강물의 침범과 주변 개발로 파괴되면서 상당부분 유실된 것으로 보인다. 발굴조사 결과 적석총은 서남부가 파손되었으나 평면 형태가 장타원형으로 판단되며, 장축은 25m이고 단축은 10m이며 높이는 약 1m이다. 강돌을 이용하여 장축방향이 강과 평행하게 적석되었고 적석부의 중앙에서 4기의 무덤방이 확인되었다. 무덤방은 3기가 동반부에 위치하고 1기는 서반부에 조성되었다. 1호 무덤방만 장축방향이 동서 방향이고 나머지는 남북 방향이며 무덤방의 형태는 장방형이다.

## 같이 보기
- 적석총

## 참고 자료
- 연천학곡리적석총 - 국가유산청 국가유산포털